# Ronak Husni
Ronak Husni (en àrab روناك حسني, Rūnāk Ḥusnī) és una escriptora i professora de literatura i de traducció iraquiana. Llicenciada en llengua i literatura àrab per la Universitat de Mossul (Iraq) i doctorada per la Universitat de St Andrews, actualment treballa com a professora d'estudis àrabs a l'American University of Sharjah (Emirats Àrabs Units) i és consellera elegida de la British Society for Middle Eastern Studies (en català Associació britànica per a l'estudi de l'Orient Mitjà). Especialitzada en llengua i literatura àrabs, ha ensenyat gramàtica, traducció i literatura moderna a diverses universitats d'Iraq i del Regne Unit.
Una de les seves obres més conegudes —escrit en col·laboració amb Daniel L. Newman— és Muslim Women in Law and Society (2007), la qual va guanyar el 2008 el Premi World Award of the President of the Republic of Tunisia for Islamic Studies (en català: Premi mundial d'estudis islàmics del president de la república de Tunísia). L'any després va editar, sempre junts amb Daniel L. Newman un florilegi de contes àrabs moderns d'autors com a Naguib Mahfuz, Edwar al-Kharrat, Hanan al-Shaykh, Layla al-Uthman I Mohamed Choukri en una versió bilingüe àrab-anglès Modern Arabic Short Stories.